# Carlos Rivas (taekwondo, 1968)
Carlos Rivas (28 de junio de 1968) es un deportista venezolano que compitió en taekwondo. Ganó dos medallas de oro en los Juegos Panamericanos en los años 1987 y 1991, y tres medallas de oro en el Campeonato Panamericano de Taekwondo entre los años 1986 y 1990.

## Palmarés internacional
| Juegos Panamericanos    | Juegos Panamericanos          | Juegos Panamericanos | Juegos Panamericanos |
| Año                     | Lugar                         | Medalla              | Categoría            |
| ----------------------- | ----------------------------- | -------------------- | -------------------- |
| 1987                    | Indianápolis (Estados Unidos) | Medalla de oro       | –54 kg               |
| 1991                    | La Habana (Cuba)              | Medalla de oro       | –58 kg               |
| Campeonato Panamericano |                               |                      |                      |
| Año                     | Lugar                         | Medalla              | Categoría            |
| 1986                    | Guayaquil (Ecuador)           | Medalla de oro       | –54 kg               |
| 1988                    | Lima (Perú)                   | Medalla de oro       | –54 kg               |
| 1990                    | Bayamón (Puerto Rico)         | Medalla de oro       | –54 kg               |